# Клан Макферсон

Герб вождів клану Макферсон.

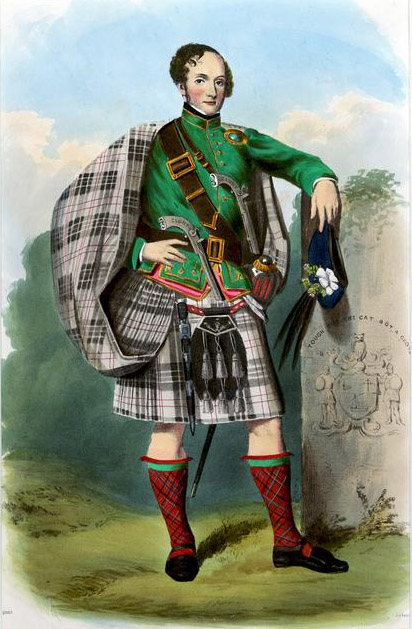
Чоловік з клану Макферсон у традиційному одязі. Малюнок художника Р. Р. МакЯна. 1845 рік.

Клан Макферсон (шотл. — Clan MacPherson, гельск. — Clann Mhuirich) — клан Вуйріх — «Діти Мурдоха» — один з кланів гірської Шотландії (Гайленд). Входить до конфедерації кланів Хаттан.
Гасло клану: Touch not the cat bot a glove! — Ná dteagmháil leis an cat gan lámhainní! — Не чіпайте кота без рукавичок! (Натяк на зображення на гребені клану).

## Історія клану Макферсон

### Походження
Одна з назв цього клану гельською мовою Clan Mac а 'Phersein — клан Мак а Ферсейн — син священника. У давні часи кельтська церква дозволяла священникам одружуватись і засновник клану на ім'я Муйрех (гельск. — Muireach) або Мурдо Каттенах (гельск. — Murdo Cattenach) був священником в Кінгуссі в Баденоху. Клан Макферсон є частиною конфедерації кланів Хаттан. Згідно історичних переказів у 843 році вождь клану Хаттан Гілле Хаттан Мор (гельск. — Gille Chattan Mor) і один з його синів, що був предком клану Макферсон змушені були поселитися в Лохабері, у володіннях Кеннета Мак Альпіна — короля скоттів. Ім'я вождя клану пов'язано з назвою місцевості — Ардхаттан, де він був священником, і можливо це якось пов'язано з іменем святого Кахана.
У 1309 році Роберт Брюс запропонував вождю клану Макферсон землі Баденох за умови, що клан знищить його ворогів з клану Комін. Клан Макферсон приклав максимум зусиль для виконання цього завдання. Клан Макферсон ще відомий як клан трьох братів: вождь клану Еван Бан Макферсон (гельск. — Ewan Ban MacPherson) мав трьох синів — Кеннета Макферсона Клуні (гельск. — Kenneth Macpherson Clunie), Яна Макферсона Пітмана (гельск. — Iain Macpherson Pitman) і Гіллеса Макферсона Інвереші (гельск. — Gillies Macpherson Invereshie).

### XIV століття— війни кланів
У 1370 році відбулась битва під Інвернаховон між конфедерацією кланів Хаттан і кланом Камерон. Під час битви виникла суперечка між кланом Макферсон і кланом Девідсон на тему — хто стане на правому крилі війська під час битви. Клан Макінтош, що тоді очолював конфедерацію Хаттан вирішив суперечку на користь клану Девідсон. Клан Макферсон образився і покинув поле бою. Клан Камерон скористався цим і пішов у наступ. Але клан Макферсон повернувся на поле бою і клан Камерон був розбитий. Війна між кланами Камерон та конфедерацією Хаттан тривала. І в 1396 році відбулась битва під Норс Інч, за якою спостерігали король Шотландії Роберт III і вся його шляхта.

### XVII століття— громадянська війна
У 1618 році Ендрю Макферсон — VIII вождь клану Макферсон придбав замок і садибу Стахісла (гельск. — Strathisla). Син Ендрю — Еван Макферсон (гельск. — Euan Macpherson) під час громадянської війни підтримав роялістів, Джемса Грема — І маркіза Монтроз. Х вождь клану — Дункан Макферсон Клуні у 1672 році мав суперечку з кланом Макінтош, але Таємна рада Шотландії підтримала клан Макінтош. Дункан не мав синів, отож у 1722 році вождем клану Макферсон став Лахлан Макферсон — IV лерд Нуїд.

### XVIII століття— повстання якобітів
Вождь клану Еван Макферсон Клуні був одним із лідерів якобітів. У 1745 році він взяв участь у повстанні якобітів, брав участь у битві під Кліфтон Мур Скірміш. Після битви під Куллоден і поразки повстання Клуні 9 років переховувався, хоча за нього була оголошена нагорода в 1000 фунтів стерлінгів. Він втік до Франції в 1755 році. Вільям Макферсон був вбитий у битві під Фолкерк у 1746 році і він є предком нинішнього вождя клану Макферсон. Його брат був свідком того, як «червоні мундири» — британські солдати спалили його будинок в Клуні. Дункан Макферсон Клуні воював за британський уряд під час війни за незалежність в Америці.

## Замки
- Замок Клуні — в 5 милях на північний захід від Ньютонмора в Страхспей. Був оплотом клану. Побудова датується XIV століттям. Був зруйнований герцогом Камберлендом під час повстання якобітів у 1745 році. У XIX столітті на місці де був замок був збудований особняк, що існує і донині.
- Замок Балліндаллох — побудований кланом Грант. Потім перейшов у власність клану Макферсон.
- Замок Ньютон — в Блергоурі, Пертшир. Нині є резиденцією вождів клану Макферсон.
- Замок Інверші — біля Кінгуссі, Стратспей. Належав клану Макферсон у XIV столітті.
- Замок Пітман — біля Кінгуссі, Стратспей. Належав клану Макферсон у XIV столітті. Нині це частина Музею Гайленда.